# Anolini
Gli anolini sono un tipo di pasta fresca all'uovo, ripiena e servita in brodo, originaria delle province italiane di Parma e Piacenza. Sono detti anvein (pronunciato /ãˈvəi/ oppure /ãˈvẽ/) nel Piacentino e anolén nella zona di Parma, secondo le locali varietà linguistiche emiliane. Nel Parmense sono anche chiamati cappelletti (caplèt), pur avendo il bordo generalmente liscio e differendo nella forma e nel ripieno dai cappelletti reggiani, ferraresi e romagnoli. Esiste anche una variante della provincia di Cremona nota come marubini (marübéen in cremonese, nome comunemente usato anche nella pianura nord-orientale piacentina).
Si preparano usando gli appositi stampi (in legno, metallici o plastici) con bordi lineari o seghettati. La forma ottenuta può risultare completamente o parzialmente circolare, in base al tipo di chiusura della sfoglia, e la pressione dello stampo dovrebbe saldare assieme gli orli, dopo aver disposto le palline di ripieno all'interno.
Gli anolini sono un primo piatto dalle radici antiche, conosciuto e menzionato già dal famoso cuoco rinascimentale Bartolomeo Scappi nel XVI secolo. È tradizione che durante la vigilia di Natale la famiglia si riunisca per la preparazione degli anolini, da consumarsi il giorno seguente (anvein d' Nadäl).

## Storia
Gli anolini compaiono nel XII secolo e vengono citati da Salimbene de Adam nel 1284 nella Cronica, ma occorre aspettare sino al XVI secolo perché il piatto venga riproposto nei pranzi di nobili, cardinali e papi da Bartolomeo Scappi. Lo stesso Scappi fornisce la prima ricetta scritta conosciuta degli anolini. Gli anolini vengono nuovamente riproposti nel 1659 alla mensa del duca di Parma Ranuccio II Farnese come piatto da servire con parmigiano e cappone preparato da Carlo Nascia. Ricompaiono poi sulla tavola del duca Ferdinando di Borbone nel 1793 definiti da Cosimo Meli Lupi di Soragna "...i raviuoli detti nel dialetto nostro anolini." e su quella della duchessa Maria Luigia.
La ricetta, un tempo a uso esclusivo delle classi più abbienti, diviene d'uso comune anche per le mense delle classi più povere, trasformandosi in piatto tipico della cucina popolare. Alla sua diffusione contribuisce in modo importante anche Pellegrino Artusi.
L'etimologia del termine anolino è incerta e potrebbe provenire dal latino anulus, ossia anello.

## Ricette
Esistono due varianti sostanziali di ripieno, una di magro a base di formaggio (generalmente parmigiano reggiano) ed una a base di carne stracotte anche miste (manzo, asinina, maiale, gallina, cappone). 
Come da ricetta dell'Artusi, il ripieno è senza carne all'interno e viene usato solo il sugo di cottura della carne; questa variante è tra quelle un po' più ricche e più nobili delle due, ma forse è anche quella meno gustosa alla masticazione. 
La scelta del diametro degli anolini (da 2 a 4 cm circa) e del tipo di orlo usato per la cottura dipende dai gusti e dalle tradizioni per lo più famigliari. Generalmente l'anolino piacentino è più piccolo e ha una forma di semicerchio con bordo seghettato, mentre l'anolino parmense è normalmente di dimensioni maggiori con una sfoglia più sottile e più ripieno all'interno; può essere di forma circolare o semicircolare, e più spesso è a bordo liscio, ma si trova anche a bordo seghettato. Il bordo seghettato possiede il vantaggio di avere una quantità maggiore di sfoglia pressata, a parità di ripieno, e dunque una migliore tenuta in cottura, della chiusura, rispetto al bordo liscio. Tuttavia, molto dipende dalle accortezze del preparatore e dalle fattezze dello stampo. Una lavorazione molto più pratica da ottenere, è quella di ripiegare una sola sfoglia sul ripieno, invece di usare due sfoglie sovvrapposte, con il risultato di ottenere una forma non perfettamente circolare (tipo a D, invece che a O), simile alle fattezze dei tortelli dolci ripieni.
Data la facilità con cui il ripieno degli anolini sigillati in modo difettoso, può disperdersi nel brodo durante la cottura, intorbidendolo e alterandone il sapore, una ricercatezza tradizionale ma non molto comune, consiste nello scolare gli anolini a fine cottura e servirli con altro brodo caldo e limpido; raffinatezza più tipica dei ristoranti, che dei pranzi o cene famigliari.

### Ricette piacentine
Due sono le ricette piacentine che si differenziano per la composizione del ripieno: 
- a base di stracotto di manzo aggiungendovi le verdure del fondo di cottura tritate finemente, pane, Grana Padano e noce moscata[8][11][12], nella parte centro-occidentale della provincia di Piacenza[11]
- a base di formaggio con Grana, pane grattugiato e noce moscata nel settore orientale (Val d'Arda)[11][13][14].

Entrambe le ricette prevedono che la cottura avvenga in brodo di terza. Le attuali tradizioni geografiche hanno in realtà un'origine liturgica, poiché la seconda variante era l'unica ammessa nei giorni di magro, mentre quella di carne si consumava nei restanti periodi. Nella Bassa piacentina, la parte nordorientale della provincia, sono invece diffusi gli analoghi marubini di carne.

### Ricette parmensi

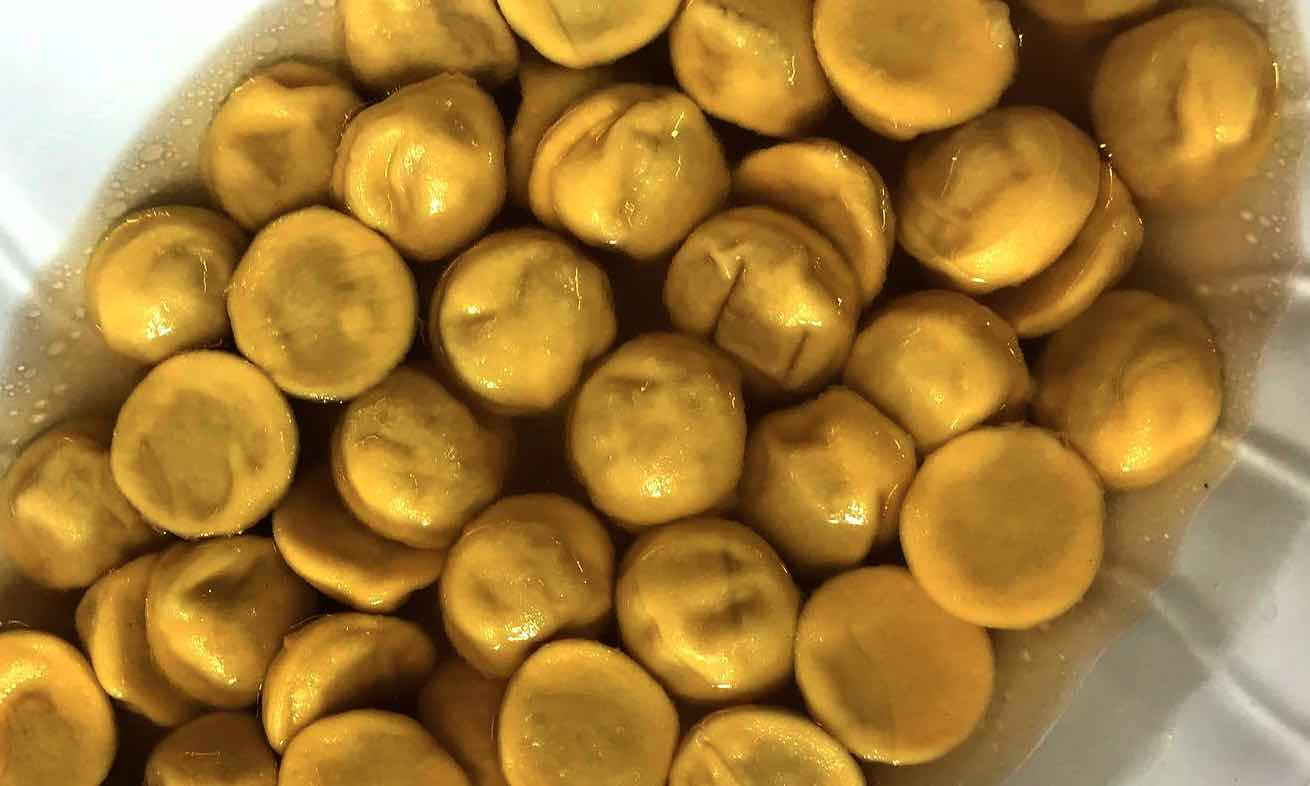
Cappelletti in brodo

Il termine anolini non è del tutto accettato da alcuni parmigiani, preferendogli talvolta il termine caplèt o cappelletti. La parola anolino ricorda più un anellino (anello, buco, bucato), piuttosto che la tipica forma di un cappello chiuso (circolare o semicircolare), che hanno queste preparazioni; e forse, questa incongruenza tra nome e forma, può essere la causa della "diatriba": i tortellini bolognesi e i cappelletti ferraresi o reggiani hanno la tipica forma di un anello, quindi per taluni sarebbe più logico chiamare quelli, anolini.
A Parma e dintorni, per il ripieno, è tradizione scottare il pane con il sugo dello stracotto d'asinina (aromatizzato con vino rosso corposo), accompagnato sempre e comunque da Parmigiano-Reggiano stravecchio, uova, noce moscata e aromi vari. Nella ricetta parmense, la carne sfruttata dello stracotto, non viene in genere inserita nel ripieno, per lo meno non nei giorni di magra. In base ai gusti, alle abitudini e alle tradizioni della famiglia, c'è chi usa carne di manzo, maiale, cavallo e addirittura gallina o cappone, oppure una combinazione di queste. Raramente, oggi si trovano i cappelletti con brodo e ripieno di piccione, ma è una variante molto interessante e delicata. Il brodo può essere di manzo, di gallina o di cappone, o un misto di questi. Ovviamente, la base di cottura del brodo, necessita di alcune verdure e spezie immancabili, quali, carote, sedano e cipolla, aglio, prezzemolo e alloro, con carni miste manzo e gallina, soprattutto di ossa. Nella ricetta più classica, il brodo di cappone è quello più adatto per gli anolini di asinina.
Nelle zone di Fidenza, Salsomaggiore Terme e della Bassa parmense occidentale, la preparazione è più affine a quella piacentina della Val d'Arda, in cui il ripieno si prepara solo con pane grattugiato scottato con ottimo brodo ottenuto da uno stracotto di carne, sale, noce moscata, uova e abbondante Parmigiano-Reggiano stravecchio. Solitamente, il parmigiano utilizzato è una miscela di tre stagionature differenti per non renderlo troppo piccante, una parte giovane di 12 mesi per dare dolcezza, una parte più stagionata tra i 24 e 30 mesi per dare sapore e sapidità e un'ultima parte più contenuta di parmigiano stravecchio per dare una punta di piccantezza e sapore deciso.

## Riconoscimenti
Su proposta della Regione Emilia-Romagna il Ministero delle politiche agricole alimentari e forestali ha riconosciuto gli anolini come uno dei prodotti agroalimentari tradizionali italiani tipici delle province di Piacenza e di Parma con due voci distinte, per tutelare le differenti ricette, affiancate dalla traduzione nei rispettivi dialetti. I marubini sono riconosciuti P.A.T. su proposta della Regione Lombardia.
La ricetta della Val d'Arda è tutelata dal comune di Fiorenzuola d'Arda con il marchio De.Co., quella salsese dal comune di Salsomaggiore Terme.